# サン＝カンタン＝アン＝イヴリーヌ

イヴリーヌ県におけるサン＝カンタン＝アン＝イヴリーヌの位置

サン＝カンタン＝アン＝イヴリーヌ （Saint-Quentin-en-Yvelines）は、フランス、イヴリーヌ県、ヴェルサイユの西に位置する都市圏共同体。地名はかつてこの地に存在したサン・カンタン礼拝堂にちなむ。2004年1月1日に創設され、ニュータウン法の規制の下、国家によって指導され発展した。

## コミューン
- コワニエール
- エランクール
- ギュイヤンクール
- ラ・ヴェリエール
- レ・クレ＝スー＝ボワ
- マニー＝レザモー
- モールパ
- モンティニー＝ル＝ブルトンヌー
- プレジール (イヴリーヌ県)
- トラップ (フランス)
- ヴィルプルー
- ヴォワザン＝ル＝ブルトンヌー

## 人口統計
| 年   | 1962   | 1968   | 1975   | 1982   | 1990    | 1999    | 2003    | 2007    | 2013    |
| ---- | ------ | ------ | ------ | ------ | ------- | ------- | ------- | ------- | ------- |
| 人口 | 15 118 | 24 866 | 49 777 | 93 906 | 128 663 | 142 737 | 145 966 | 146 598 | 227 137 |